# آکاسیای خوشبو
واچلیا آروما (نام علمی: Acacia aroma) نام یک گونه از سرده آکاسیا است.